# Herend
Herend – miasto na Węgrzech, w komitacie Veszprém, w powiecie Veszprém.

## Przemysł
Miasto znane jest z wielowiekowej tradycji wytwarzania porcelany. W pierwszej połowie XIX wieku wybudowano tu manufakturę. Obecnie eksportuje się stąd wyroby do ponad 60 krajów na świecie.

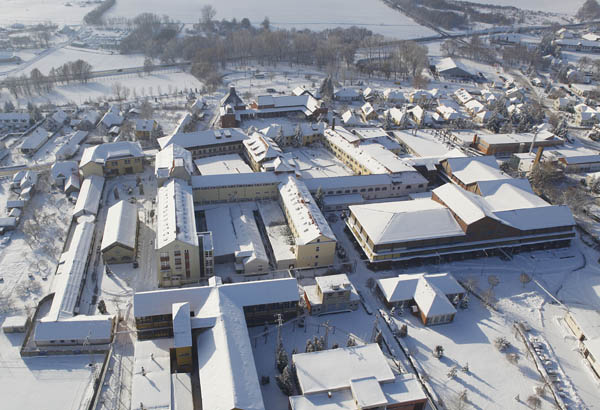
Fabryka porcelany w Herend zimą
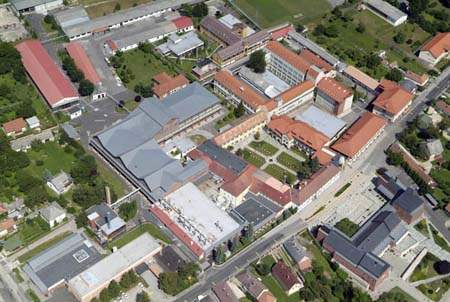
Fabryka porcelany